# Stefano Oberto
Stefano Oberto (La Morra, 10 ottobre 1908 – Oranki, 5 aprile 1943) è stato un presbitero e militare italiano, appartenente al Corpo degli alpini fu decorato di medaglia d'oro al valor militare alla memoria.

## Biografia
Nato a La Morra, provincia di Cuneo, il 10 ottobre 1909, figlio di Francesco e Lucia Rabino, venne ordinato sacerdote nel 1933, e dopo aver conseguito la laurea in Filosofia all'Università di Torino, divenne insegnante ordinario di Storia e Filosofia nel Liceo salesiano Valsalice di Torino.
All'atto dell'entrata in guerra dell'Italia, il 10 giugno 1940 fu chiamato a prestare servizio militare  per esigenze di carattere eccezionale come cappellano militare,  assegnato con il grado di tenente  al 615º ospedale da campo mobilitato in forza alla Divisione alpina "Cuneense".
Prese parte alle operazioni belliche sul fronte occidentale, e poi, dal 20 dicembre dello stesso anno, a quelle sul fronte greco-albanese.  Trasferito il 1 aprile 1941 presso il battaglione "Dronero", del 2º Reggimento alpini, fu rimpatriato nel maggio successivo, al termine delle ostilità. Il 7 agosto 1942 seguì il suo battaglione in partenza per il fronte russo.  Catturato dai sovietici il 4 gennaio 1943, durante l'Operazione Piccolo Saturno, che portò allo sfondamento del fronte tenuto dai reparti dell'ARMIR, si spense, stremato dalla fatica e dalle privazioni, nel campo di prigionia n. 74 di Oranki il 5 aprile successivo. Fu decorato con la medaglia d'oro al valor militare alla memoria. 
La città di Roma gli ha dedicato una via a Cinecittà Est mentre nella sua città di nascita La Morra è stata posta una lapide commemorativa con un bassorilievo in bronzo all'ingresso della scuola primaria posta in piazza Castello.